# ترایان دیانکوف
ترایان دیانکوف (بلغاری: Траян Дянков؛ ۲۱ ژوئن ۱۹۷۶ – ۱ اوت ۲۰۱۶) بازیکن فوتبال اهل بلغارستان بود.
از باشگاه‌هایی که در آن بازی کرده است می‌توان به باشگاه فوتبال دینامو مخاچ‌قلعه اشاره کرد.